# Ava Inferi
Ava Inferi bio je portugalski gothic/doom metal sastav osnovan 2005. u Almadi.

## Povijest

### Osnivanje,BurdensiThe Silhouette(2005. – 2007.)
Grupu su 2005. godine osnovali norveški glazbenik Rune "Blasphemer" Eriksen (član grupa Aura Noir i Mezzerschmitt te bivši član sastava Mayhem) te portugalska pjevačica Carmen Susana Simões (bivša članica sastava Aenima). Nakon što su joj se pridružili basist Jaime S. Ferreira i bubnjar João Samora, grupa je započela rad na svojem debitantskom albumu pod imenom Burdens. Burdens je konačno u siječnju 2006. godine objavila francuska diskografska kuća Season of Mist; album je označio odmak od Eriksenovog prethodnog black metal glazbenog stila, zamjenjujući ga doom metalom, dok su melankolični vokali pjevačice bili uvelike inspirirani portugalskim fadom.
Portugalska je gothic metal skupina Moonspell toliko bila zadivljena pjevačicom da ju je u proljeće 2007. godine zamolila da pjeva na njenom albumu Under Satanæ. Simões se kao gostujuća pjevačica također pojavila na Moonspellovim albumima Night Eternal i Alpha Noir.
Godine 2007. sastav je objavio svoj drugi album, The Silhouette; album je nastavio u stilu prethodnika te ga karakterizira melankolična i elegična glazba.

### Blood of Bacchus,Onyxi raspad (2008. – 2013.)
U travnju 2008. godine Eriksen je napustio Mayhem kako bi se mogao usredotočiti na svoj rad u Avi Inferi te se preselio iz Norveške u Portugal. U svibnju 2009. godine grupa je objavila svoj treći album, Blood of Bacchus; u jednom je intervjuu Eriksen izjavio kako se u to doba "suočavao s teškim i negativnim osjećajima vezanim uz Mayhem" te da je Blood of Bacchus za njega bio "album pročišćenja". Na Blood of Bacchusu se kao gostujući pjevač na pjesmi "Black Wings" pojavio Kristoffer "Garm" Rygg, poznat kao član norveškog sastava Ulver.
Sastav je nastupao i na nekoliko glazbenih festivala kao što su Hellfest (2008. godine) i Wave-Gotik-Treffen (2009. godine). Grupa je usto bila prisutna i na turneji Hellhounds-Fest od veljače do ožujka 2009. te je nastupala sa skupinama Tiamat i The 69 Eyes.
Ava Inferi je u veljači 2011. godine objavila svoj četvrti album, Onyx.
Sastav se službeno razišao 23. svibnja 2013. godine.

## Diskografija
Studijski albumi
- Burdens (2006.)
- The Silhouette (2007.)
- Blood of Bacchus (2009.)
- Onyx (2011.)

## Članovi sastava
| Konačna postava - Rune Eriksen – gitara, glazbeni uzorci (2005. – 2013.) - Carmen Susana Simões – vokali (2005. – 2013.) - André Sobral – gitara (2010. – 2013.) - Joana Messias – bas-gitara (2011. – 2013.) | Bivši članovi - Jaime S. Ferreira – bas-gitara (2005. – 2011.) - João Samora – bubnjevi (2005. – 2011.) - Sasha Horn – bubnjevi (2011. – 2012.) |